# La gayola
La gayola es un tango cuya letra pertenece a Armando Tagini en tanto que la música es de Rafael Tuegols, que fue grabado en agosto de 1927 por Carlos Gardel para el sello Odeón. Su título es la palabra lunfarda que significa "cárcel" y el protagonista comienza la quinta estrofa diciendo "Me encerraron muchos años en la sórdida gayola".

## Los autores
Rafael Eulogio Tuegols (Buenos Aires, 11 de marzo de 1889 – ídem 23 de abril de 1960) fue un músico argentino que se dedicó al género del tango como guitarrista, violinista y compositor. Se dedicó a la música de tango a partir aproximadamente de 1911, cuando en forma casual ejecutó esa música en el terceto de Eduardo Arolas y desde entonces pasó por varias orquestas típicas e incluso tuvo su propia orquesta. Además de "La gayola", Gardel grabó sus tangos "Beso ingrato", "Lo que fuiste", "Midinette porteña", "Príncipe", "Zorro gris" y el vals "Yo te imploro".
Armando Tagini (Buenos Aires, Argentina, 9 de junio de 1906 – San Andrés, Argentina, 12 de junio de 1962) fue un cantante y compositor de tango cuyo nombre real era Armando José María Tagini. Es especialmente recordado por algunas de sus letras para tangos como "La gayola", "Marionetas" y "Gloria", entre otras. Además de la ya mencionada "La gayola" (en 1927), Carlos Gardel grabó sus temas "Gloria" (en 1927), "Perfume de mujer" (en 1927), "Mano cruel" (en 1928), "Misa de once" (en 1929) y "Buey manso" (en 1930).

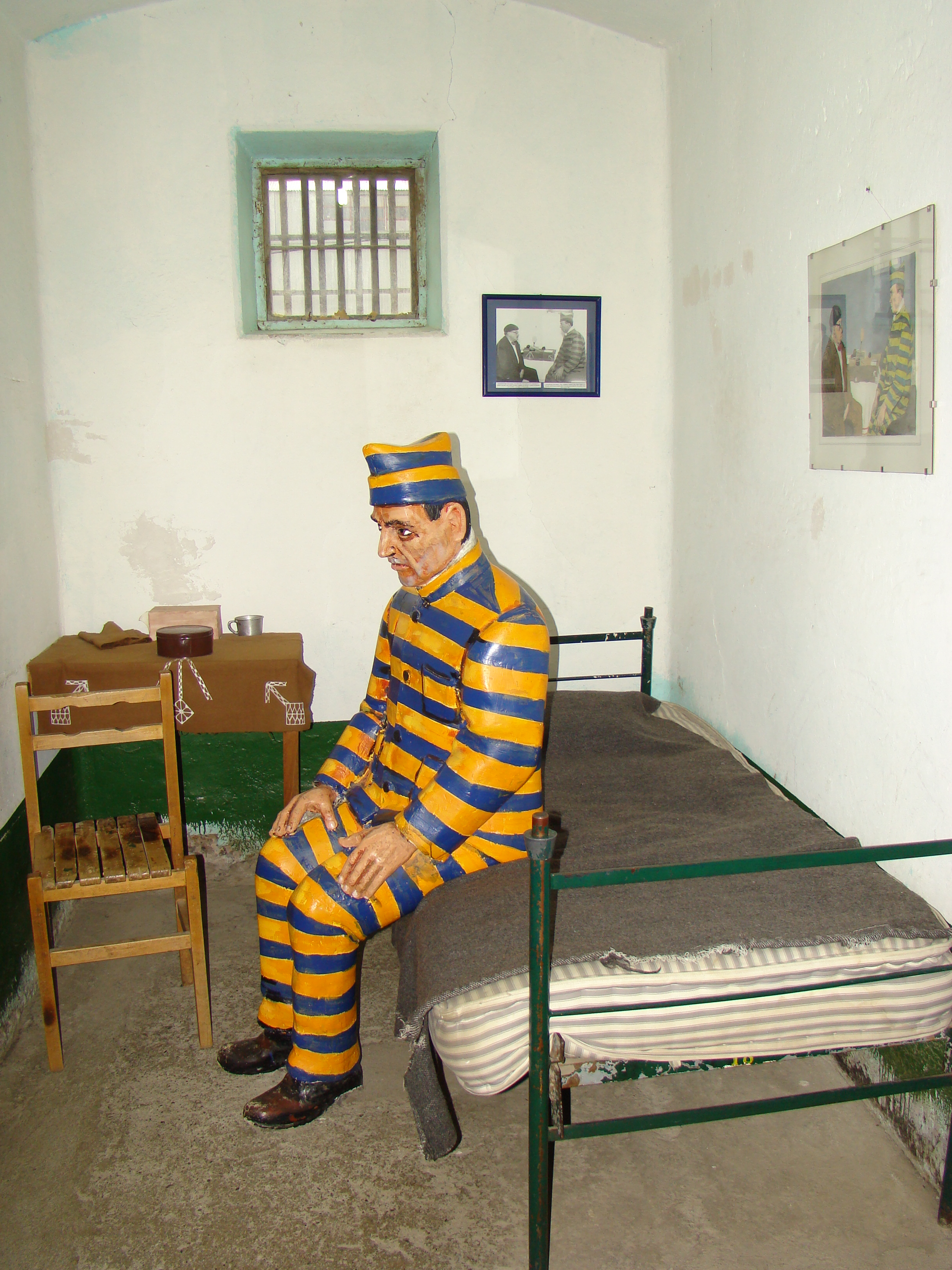
En la gayola

## Historia
Una noche en el "Maipú Pigalls" discutió con Gardel y José Razzano pues estos afirmaban que no era posible poner música a una letra de la misma métrica del tango Mano a mano sin incurrir forzosamente en plagio musical. Tuegols, que opinaba lo contrario, solicitó a Armando Tagini que confeccionara un verso con dicha métrica. Cuando Gardel y Razzano estaban nuevamente en  el salón, la orquesta estrenó la flamante obra. A Gardel le gustó tanto la obra que pidió la partitura y lo grabó al día siguiente. Con el permiso de Tagini hizo algunos cambios en la letra y reemplazó "contemplarme" por "campanearme",  "largo a largo" por "atorrando" y "voy a trabajar muy lejos" por "voy al campo a laburarla", buscando un lenguaje más popular y lunfardo.

## Grabaciones
Entre otras grabaciones, además de la de Gardel, se cuentan las de Francisco Lomuto en 1941 con Fernando Díaz como cantor, para RCA Victor, Enrique Rodríguez el mismo año, con A. Moreno para Odeón, Pedro Laurenz en 1952 con la voz de Alfredo del Río para sello Pampa, Armando Pontier, en 1957 con Julio Sosa para Victor, y Edmundo Rivero, en 1969, para el sello Philips.
El último tango que cantó en público Julio Sosa lo hizo dos días antes de fallecer en un accidente automovilístico el 26 de noviembre de 1964  y fue "La gayola", que casualmente termina con la frase "pa' que no me falten flores cuando esté dentro 'el cajón".

## Valoración
José Gobello dice que "La gayola" es "uno de los grandes tangos malandras... representativo de lo que Aprile llamó el arrabal salvaje."